# 어금니뒤오목
어금니뒤오목(retromolar fossa)은 셋째 어금니(사랑니) 뒤쪽에 위치한 아래턱뼈의 오목이다. 이 오목으로 관자근의 힘줄의 일부가 와서 닿는다.